# Takko
Takko (田子町?) è una cittadina giapponese della prefettura di Aomori.